# Pedro de Morella
Pedro de Morella o Pere de Morella (Morella, c. 1200 - Roma, 1 de septiembre de 1283) fue un obispo de Mallorca del siglo XIII. Debe su cognomento a la localidad donde nació y donde vivió su familia.
Pedro de Morella fue obispo de Mallorca desde 1266 hasta 1282. El 7 de marzo de 1269, el obispo Pere de Morella ordenó el seguimiento de la Cuaresma durante la cual no se podría comer «carne ni tampoco cosa que sea de carne, como huevos, queso o leche y algunas cosas que son de carne», excepto los domingos. En 1269 consagró el altar mayor de la Seu de Mallorca. Murió en 1283.
El historiador José Segura Barreda le dedica las siguientes palabras, en su obra Morella y sus aldeas (1868):

«El primer obispo que Morella cuenta entre sus hijos después de la conquista es D. Pedro, prelado ilustre de la Iglesia de Mallorca. Era común en los siglos primeros de nuestra regeneración el tomar el cognomento (apellido) o bien de la familia y entonces se llamaba gentílico, como dice Blancas en sus comentarios, o de la patria o población, y se llamaba patronímico. De aquí el apellido del célebre prelado D. Pedro de Morella. Esta familia tenía su casa solar en esta población antes de la conquista, y un siglo después vemos que figuraba entre los prohombres de Morella. Beuter, al reseñar el primer viaje de D. Blasco de Alagón, con el objeto de conquistar esta plaza, nos dice que desde el Forcall, el caudillo cristiano pasó a una casa de campo llamada de Pedro el morellano, que sin duda alguna era la que nosotros llamamos la Pobleta del Forcall, en donde se conservan escrituras de haber pertenecido a la familia de los Pedros, descendientes del antiguo morellano; y Zurita refiere que Guillermo Belvis y Pedro de Morella acompañaron a los infantes de la Cerda, cuando desde nuestro castillo fueron trasladados a Zaragoza. De esta antigua familia mozárabe fue noble vástago D. Pedro de Morella.
Su nacimiento fue en los primeros años del siglo XIII y sin duda conquistada Morella en 1232 se dedicó a la carrera eclesiástica, cuyos progresos le abrieron el camino del episcopado. En 1259 se hallaba de Arcediano de la iglesia catedral de Mallorca, y en 1261 se llama Prepósito. Habiendo muerto en 11 de junio de 1266 D. Ramón de Torrelles, prelado de aquella iglesia, el cabildo eligió a D. Pedro de Morella para obispo. Ya estaba hecha la elección en 25 de Septiembre, según consta por un breve de Clemente IV. Luego sería su consagración, porque en 15 de marzo de 1267 dio poderes a su Arcediano para que se presentara en Barcelona a justificar la exención de su iglesia de la jurisdicción de Tarragona. El P. Vilanova trae copia de diferentes breves concediendo a este prelado diversas gracias.
En 13 de diciembre de 1270 dispuso que dos canónigos pudiesen ir a los estudios generales (universidad), teniéndoles presentes en las distribuciones, mientras con tal motivo estuviesen ausentes. Instituyó una capellanía en la capilla dedicada a Todos santos en el cementerio. Por último, hallándose en Roma murió en 1º de septiembre de 1283 después de haber gobernado la iglesia de Mallorca sabiamente doce años.»